# Uixixir
Uxixir (en rus: Ушишир; en japonès: 宇志知島; Ushishiru-tō; en ainu: ウシシㇼ) és una illa volcànica deshabitada situada al centre de la cadena de les illes Kurils, a la mar d'Okhotsk, al nord-oest de l'oceà Pacífic. El seu nom prové de l'idioma ainu, i significa «primavera càlida».

## Geologia
Uixixir és composta per dos illots connectats per un escarpat estret de terra, amb una superfície de 5 km².
Aquests illots són els cims d'un volcà parcialment submergit. L'illa del sud, Iankitxa (en rus: Янкича), està formada per la caldera del cim i té una amplada màxima de 2,5 quilòmetres. La caldera té un diàmetre d'1,6 quilòmetres i s'obre al sud, convertint el cràter en una badia d'aigua de mar. La badia té una profunditat estimada de 30 metres, i hi ha una forta evidència de l'activitat volcànica submarina en curs, tal com ho demostren les bombolles freqüents, l'aigua alterada i la presència de catifes de bacteris. A la costa sud-est de la caldera, al centre de la llacuna, hom troba dues petites illes (doms de lava), així com nombroses fumaroles i fonts termals. El punt més alt de l'illa, Mikasayama (御 笠 山), té una alçada de 401 metres i es troba a la riba oriental. L'illot del nord, Riponkitxa (en rus: Рыпонкча), consta d'una porció d'un dels flancs del volcà, amb penya-segats que s'enfilen fins a 131 metres sobre el nivell del mar. Uxixir continua sent un volcà actiu, l'última erupció coneguda del qual va succeir el 1884.

## Fauna
A la primavera i l'estiu hom hi troba algunes de les colònies més grans de gavotí emplomallat i de gavotí de bigotis de les illes Kurils; el gavotí menut també nia aquí.

## Història

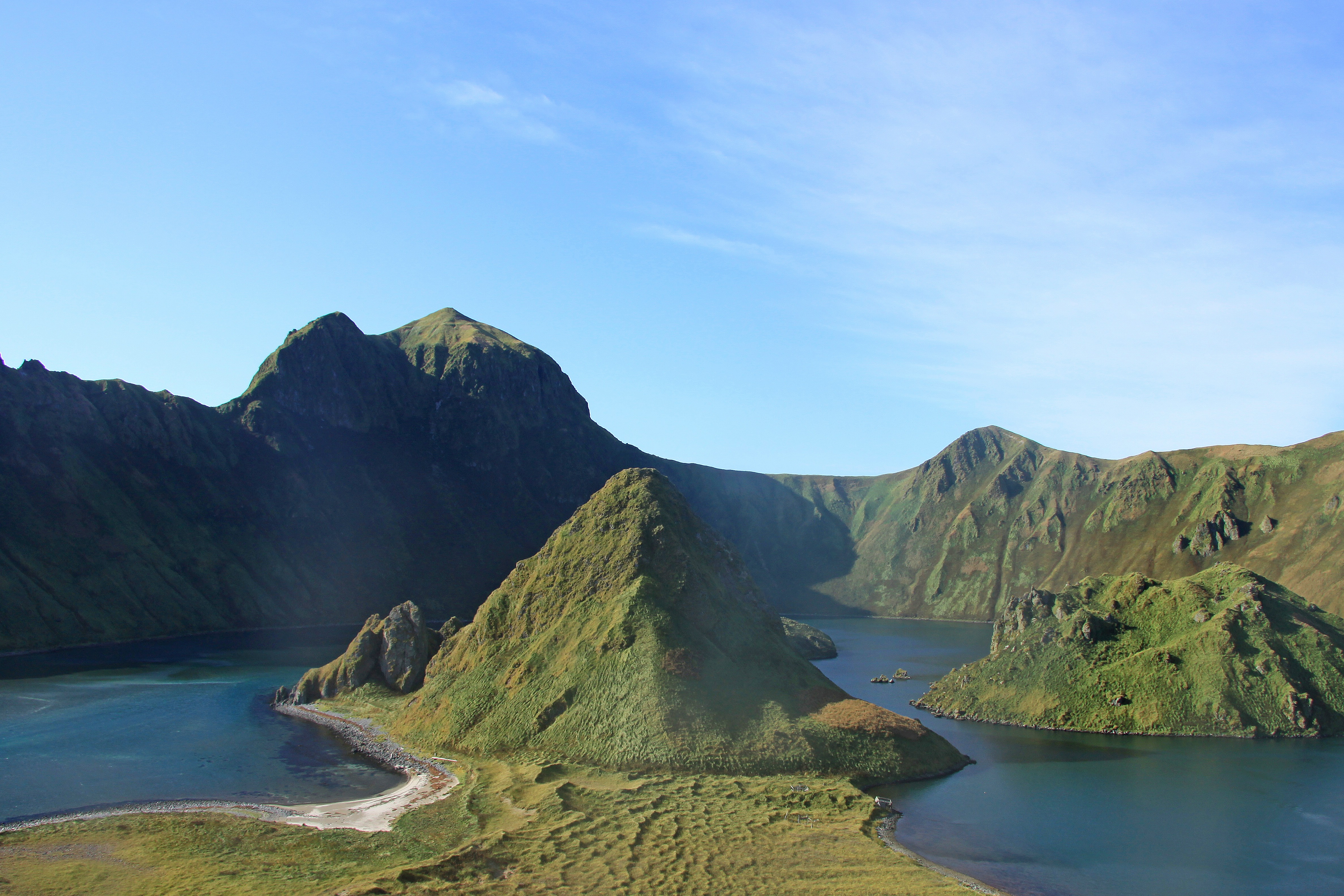
Caldera i badia de Iankitxa

Uxixir no tenia població permanent abans del contacte amb els europeus, però era visitada a l'estiu per les tribus ainu de Rasshua, que consideraven l'illa una terra sagrada i l'identificaven com la llar del déu del tro. S'han trobat restes de cabanes ainu als vessants septentrionals de la badia del cràter de Iankitxa. Reclamada per l'Imperi Rus, la sobirania sobre Uixixir va passar a l'Imperi del Japó pel Tractat de Sant Petersburg juntament amb la resta de les Illes Kurils. Els acostaments a l'illa són difícils a causa de les boires freqüents, els ràpids corrents oceànics i la presència de nombroses petites roques mar endins. L'illa va ser administrada aleshores com a part del districte de Shimushiro, a la Subprefectura de Nemuro de Hokkaidō. Després de la Segona Guerra Mundial, l'illa va quedar sota el control de la Unió Soviètica, i ara és administrada com a part de l'óblast de Sakhalín, a la Federació de Rússia.

## Continuar llegint
- Gorshkov, G. S. Volcanism and the Upper Mantle Investigations in the Kurile Island Arc. Monographs in geoscience. Nova York: Plenum Press, 1970. ISBN 0-306-30407-4 (anglès)
- Krasheninnikov, Stepan Petrovich, and James Greive. The History of Kamtschatka and the Kurilski Islands, with the Countries Adjacent. Chicago: Quadrangle Books, 1963. (anglès)
- Rees, David. The Soviet Seizure of the Kuriles. Nova York: Praeger, 1985. ISBN 0-03-002552-4 (anglès)
- Takahashi, Hideki, and Masahiro Ōhara. Biodiversity and Biogeography of the Kuril Islands and Sakhalin. Butlletí del Museu de la Universitat de Hokkaido, no. 2-. Sapporo, JapÓ: Museu de la Universitat de Hokkaido, 2004. (anglès)